# Heidi Swedberg
Heidi Swedberg, född 3 mars 1966 i Honolulu, Hawaii, USA, är en amerikansk skådespelare. Hon är mest känd i rollen som George Costanzas fästmö Susan Ross i TV-serien Seinfeld.

## Seinfeld
Susan, som är TV-producent, och George (Jason Alexander) träffas på NBC:s kontor, när George och Jerry (Jerry Seinfeld) är där för att diskutera en ny TV-serie. Susan och George blir tillsammans, men relationen försämras ganska fort och de gör slut. Senare i serien börjar George tänka på Susan igen, rusar impulsivt hem till henne och friar. Susan säger "ja", men snart börjar George få kalla fötter inför bröllopet och lyckas efter många om och men att skjuta upp datumet. Bröllopsdatumet närmar sig dock, och det blir dags att skicka ut inbjudningar till gästerna. George köper mycket billiga inbjudningskort, vilka Susan får skriva. Hon avlider oväntat då hon håller på att slicka igen kuverten. Det visar sig att klistret på kuverten var giftigt.

## Filmografi (urval)
- 1989 - Matlock
- 1991 - Hot Shots! Höjdarna!
- 1994 - Mord och inga visor
- 1994 - Star Trek: Deep Space Nine
- 1992–1997 - Seinfeld
- 2002 - Cityakuten
- 2002 - Gilmore Girls
- 2006 - Brottskod: Försvunnen
- 2008 - Bones
- 2009 - Magi på Waverly Place